# Joseph Sirianni
Joseph Sirianni (Melbourne, 17 gennaio 1975) è un ex tennista australiano.

## Carriera
Italoaustraliano di Melbourne, ottenne il suo best ranking in singolare il 20 ottobre 2008 con la 138ª posizione, mentre nel doppio divenne il 23 novembre 2009, il 107º del ranking ATP.
In singolare, in carriera, vinse due tornei del circuito ATP Challenger Series, entrambi tenutisi in Australia nel 2007, e quattro tornei del circuito ITF Men's Circuit. Nel 2003 raggiunse il secondo turno degli Australian Open, sconfiggendo al primo turno il bielorusso Maks Mirny, prima di venir estromesso dal torneo dal russo Michail Južnyj con il punteggio di 2-6, 3-6, 3-6.
Maggiori furono i successi ottenuti in doppio. Questi ammontano, infatti, a nove tornei del circuito challenger e quattordici del circuito futures. Anche in questo caso il migliore risultato nei tornei del grande slam è stato ottenuto nell'Australian Open e più precisamente nel 2009; in quell'occasione in coppia con il connazionale Andrew Coelho furono sconfitti solo al terzo turno dalla coppia italiana composta da Simone Bolelli e Andreas Seppi.

## Statistiche

### Tornei minori

#### Singolare

##### Vittorie (6)
| Legenda tornei minori |
| Challenger (2)        |
| Futures (4)           |

| N. | Data             | Torneo                             | Superficie  | Avversario in finale | Punteggio        |
| 1. | 26 ottobre 1998  | Australia F1, Beaumaris            | Terra rossa | Toby Mitchell        | 6-2, 6-4         |
| 2. | 19 novembre 2001 | Australia F5, Berri                | Cemento     | David McNamara       | 6-4, 6-2         |
| 3. | 31 luglio 2006   | Germany F10, Ingolstadt            | Terra rossa | Nicolás Todero       | 4-6, 6-4, 7–6(2) |
| 4. | 21 agosto 2006   | Netherlands F4, Vlaardingen        | Terra rossa | Robin Haase          | 6-4, 4-6, 6-3    |
| 5. | 19 novembre 2007 | Caloundra International, Caloundra | Cemento     | Todd Widom           | 7–6(2), 7–6(5)   |
| 6. | 26 novembre 2007 | Brisbane Challenger, Brisbane      | Cemento (i) | Gō Soeda             | 1-6, 6-0, 6-3    |

#### Doppio

##### Vittorie (23)
| Legenda tornei minori |
| Challenger (9)        |
| Futures (14)          |

| N.  | Data              | Torneo                                      | Superficie      | Compagno         | Avversari in finale                     | Punteggio         |
| 1.  | 13 luglio 1998    | Denmark F3, Svendborg                       | Terra rossa     | Leigh Holland    | José Arnedo Paul Hartveg                | 6-1, 6-1          |
| 2.  | 26 novembre 2001  | Australia F6, Barmera                       | Cemento         | Jaymon Crabb     | Ben Ellwood Dejan Petrović              | 6-2, 6-3          |
| 3.  | 1º aprile 2002    | Australia F2, Burnie                        | Cemento         | Jaymon Crabb     | Paul Baccanello Dejan Petrović          | 2-6, 7–6(5), 6-1  |
| 4.  | 1º aprile 2002    | Australia F4, Frankston                     | Erba            | Jaymon Crabb     | Andrew Derer Alun Jones                 | 6-4, 6-4          |
| 5.  | 23 giugno 2003    | Reggio Emilia Challenger, Reggio Emilia     | Terra rossa     | Rogier Wassen    | Alessio Di Mauro Vincenzo Santopadre    | 6-4, 6-4          |
| 6.  | 3 maggio 2004     | Great Britain F2, Edimburgo                 | Terra rossa (i) | Andrew Derer     | Richard Brooks Santiago Ventura         | Walkover          |
| 7.  | 21 novembre 2005  | Australia F11, Barmera                      | Erba            | Samuel Groth     | Callum Beale Joel Kerley                | 6-2, 5-7, [10-4]  |
| 8.  | 13 marzo 2006     | Australia F3, Canberra                      | Terra rossa     | Damián Patriarca | Jorge Aguilar Felipe Parada             | 6-2, 6-3          |
| 9.  | 20 marzo 2006     | Australia F4, Bairnsdale                    | Terra rossa     | Damián Patriarca | Robert Haybittel Alexander Slabinsky    | 7–6(4), 6-1       |
| 10. | 27 marzo 2006     | Australia F5, Sale                          | Terra rossa     | Damián Patriarca | Raphael Durek Sadik Kadir               | 6-4, 6-2          |
| 11. | 8 maggio 2006     | Great Britain F8, Edimburgo                 | Terra rossa     | Simon Stadler    | Andrew Kennaugh Tom Rushby              | 6-2, 3-6, 6-2     |
| 12. | 18 settembre 2006 | Banja Luka Challenger, Banja Luka           | Terra rossa     | Stefan Wauters   | Ivan Dodig Aleksandar Marić             | 6-4, 3-6, [10-4]  |
| 13. | 9 ottobre 2006    | France F17, Saint-Dizier                    | Cemento (i)     | Stefan Wauters   | Darko Madjarovski Petar Popović         | 6-2, 6-2          |
| 14. | 2 aprile 2007     | France F6, Angers                           | Terra rossa     | Dominik Meffert  | Juan-Martín Aranguren Sebastián Uriarte | 6-1, 6-1          |
| 15. | 8 ottobre 2007    | Australia F7, Gloucester                    | Cemento         | Samuel Groth     | Kaden Hensel Adam Hubble                | 6-4, 6-3          |
| 16. | 29 ottobre 2007   | Australia F9, Happy Valley                  | Cemento         | Rameez Junaid    | Kaden Hensel Adam Hubble                | 4-6, 6-4, [11-9]  |
| 17. | 3 dicembre 2007   | Burnie International, Burnie                | Cemento         | Samuel Groth     | Nima Roshan Jose Statham                | 6-3, 1-6, [10-4]  |
| 18. | 16 marzo 2009     | Bangkok Challenger, Bangkok                 | Cemento         | Josh Goodall     | Michail Elgin Aleksandr Kudrjavcev      | 6-3, 6-1          |
| 19. | 20 luglio 2009    | Guzzini Challenger, Recanati                | Cemento         | Frederik Nielsen | Adriano Biasella Andrej Golubev         | 6-4, 3-6, [10-6]  |
| 20. | 9 novembre 2009   | Jersey International, Saint Brélade         | Sintetico (i)   | Frederik Nielsen | Henri Kontinen Jarkko Nieminen          | 7–5, 3–6, [10–2]  |
| 21. | 12 aprile 2010    | Baton Rouge Pro Tennis Classic, Baton Rouge | Cemento         | Stephen Huss     | Chris Guccione Frank Moser              | 1–6, 6–2, [13–11] |
| 22. | 17 aprile 2010    | Tallahassee Tennis Challenger, Tallahassee  | Cemento         | Stephen Huss     | Robert Kendrick Bobby Reynolds          | 6–2, 6–4          |
| 23. | 26 luglio 2010    | Challenger de Granby, Granby                | Cemento         | Frederik Nielsen | Sanchai Ratiwatana Sonchat Ratiwatana   | 4–6, 6–4, [10–6]  |